# Ghost of Tsushima
Ghost of Tsushima (/ˈtsuːʃiːmə/ TSOO-shee-mə) là một trò chơi hành động phiêu lưu do Sucker Punch Productions phát triển và Sony Interactive Entertainment phát hành. Trong một thế giới mở, người chơi sẽ điều khiển Jin Sakai, một samurai mang nhiệm vụ bảo vệ đảo Tsushima trước cuộc xâm lược Nhật Bản đầu tiên của người Mông Cổ. Trò chơi phát hành cho PlayStation 4 ngày 17 tháng 7 năm 2020, và bản Director's Cut cho PlayStation 4 và PlayStation 5 được phát hành ngày 20 tháng 8 năm 2021. Game nhận nhiều lời khen ngợi về hình ảnh và chiến đấu nhưng lại bị chỉ trích vì thiết kế của thế giới mở. Ghost of Tsushima cũng giành được một số đề cử giải thưởng và chiến thắng, bán được 6,5 triệu bản tính đến tháng 3 năm 2021.

## Cách chơi

Ảnh chụp màn hình cách chơi trước khi phát hành chính thức, mô tả người chơi trong một trận chiến

Ghost of Tsushima là một trò chơi lén lút, phiêu lưu hành động góc nhìn thứ ba. Với một thế giới mở rộng lớn, không có điểm dừng chân và có thể được khám phá mà không cần hướng dẫn. Người chơi có thể di chuyển nhanh chóng đến các khu vực khác nhau trong thế giới trên lưng ngựa và bằng một vật phẩm đóng vai trò như một cái móc để có thể tiếp cận các khu vực khó tiếp cận trong trò chơi. Trò chơi có các nhiệm vụ phụ và các nhân vật không thể chơi được (NPC) mà người chơi có thể tương tác.
Người chơi có thể đối đầu trực tiếp với kẻ thù với vũ khí là thanh Katana, có thể sử dụng nó để tạo ra một chuỗi đòn chí mạng sau khi đánh dấu kẻ địch cụ thể. Ngoài ra, người chơi có thể sử dụng tính lén lút (ám sát) để né tránh kẻ địch và tấn công chúng một cách âm thầm bằng các vũ khí như pháo để gây xao lãng, bom khói để làm mất phương hướng và kunai để tấn công nhiều kẻ địch. Đấu tay đôi với các NPC cũng là một tùy chọn thú vị.
Chế độ nhiều người chơi có tên Legends phát hành vào cuối năm 2020. Người chơi có thể hoàn thành nhiệm vụ cốt truyện dựa trên thần thoại Nhật Bản với một người chơi khác. Trong chế độ horde, người chơi sẽ phải đối mặt với nhiều đợt kẻ thù, có thể chơi được với một nhóm bốn người chơi. Chế độ raid cũng được thiết lập để được thêm vào sau khi ra mắt Legends.

## Tổng quan

### Bối cảnh
Trò chơi lấy bối cảnh của đảo Tsushima vào cuối thế kỷ 13. Hòn đảo này có nhiều khu vực và nhà cửa đặc trưng, chẳng hạn như vùng nông thôn, cánh đồng, đền thờ, rừng cổ, làng mạc, trang trại, phong cảnh núi non và nhiều địa danh khác nhau. Người chơi cũng sẽ gặp gỡ nhiều nhân vật, bạn bè và những đồng minh khác trong suốt hành trình.

### Nhân vật
Nhân vật chính là Sakai Jin (Tsuji Daisuke/Nakai Kazuya), là trưởng tộc Sakai và là một chiến binh samurai. Anh là cháu trai và cũng là tướng quân dưới trướng Lãnh Chúa Shimura (Eric Steinberg/Ōtsuka Akio), jitō của Tsushima. Anh cũng có một vài người bạn đồng hành mà anh sẽ gặp trong suốt câu chuyện, có thể kể đến là đạo chích Yuna (Sumalee Montano/Mizuno Yu) và người em trai làm nghề thợ rèn của cô tên là Taka (Eddie Shin/Yamaguchi Kappei), một nữ samurai tên là Adachi Masako (Lauren Tom/Ando Mabuki), cung thủ nổi tiếng Ishikawa (François Chau/Chiba Shigeru), thương gia kiêm đạo sỹ lừa đảo Kenji (James Hiroyuki Liao/Sato Setsuji), tăng binh Norio (Earl T. Kim/Lanuka Mitsuaji) và Yuriko (Karen Huie/Tabata Yuri), người chăm sóc người cao tuổi của Gia tộc Sakai. Nhân vật phản diện chính là tướng quân tàn nhẫn và xảo quyệt Khotun Khan của Đế chế Mông Cổ (Patrick Gallagher/Isobe Tsutomu), cháu trai của Thành Cát Tư Hãn. Còn người bạn thời thơ ấu Ryuzo của Jin và là thủ lĩnh băng rōnin Mũ Rơm khét tiếng (Leonard Wu/Tadano Youhei) sẽ đóng vai trò là nhân vật phản diện thứ yếu.

### Cốt truyện
Năm 1274, đội quân xâm lược của Mông Cổ do Khotun Khan chỉ huy đổ bộ lên đảo Tsushima của Nhật Bản. Sakai Jin tham gia cùng với những samurai còn lại trong làng, dẫn đầu bởi người chú là Lãnh chúa Shimura, trong một nỗ lực đẩy lùi cuộc xâm lược. Tuy nhiên, trận chiến kết thúc trong thảm họa, với toàn bộ đội quân samurai bị giết, Lãnh chúa Shimura bị bắt, Jin bị thương nặng và bị bỏ mặc cho đến chết. Jin được Yuna, một đạo chích trong làng tìm thấy và chăm sóc, cũng như thông báo cho anh rằng phần lớn Tsushima đã rơi vào tay quân Mông Cổ. Jin xông vào thành trì của Khotun tại Thành Kaneda trong nỗ lực giải cứu Lãnh chúa Shimura, nhưng bị Khotun đánh bại trong trận chiến và bị ném khỏi một cây cầu.
Nhận ra rằng mình không thể tự mình đánh bại quân Mông Cổ hoặc bằng các chiến thuật chiến đấu truyền thống của samurai, Jin bắt đầu lùng sục khắp hòn đảo để chiêu mộ đồng minh và học các kỹ thuật chiến đấu mới để hỗ trợ cho nhiệm vụ giải cứu Lãnh chúa Shimura. Anh chiêu mộ Yuna cùng với người anh trai thợ rèn Taka của cô, thương nhân ma mãnh Kenji, bậc thầy cung thủ Ishikawa, nữ samurai Adachi Masako, và người bạn cũ kiêm lính đánh thuê Ryuzo và  băng rōnin Mũ Rơm của anh ta. Khi Jin phá vỡ từng kế hoạch của quân Mông Cổ và từ từ giải phóng các ngôi làng trên khắp hòn đảo, người dân địa phương bắt đầu tôn kính gọi anh là "Ghost" - Bóng Ma. Taka chế tạo một chiếc móc leo núi đặc biệt cho phép Jin xử lý các bức tường của lâu đài Kaneda, và anh kêu gọi các đồng minh của mình bắt đầu nhiệm vụ giải cứu. Thiếu thốn và đói khát, Ryuzo và băng Mũ Rơm phản bội Jin để lấy tiền thưởng do quân Mông Cổ lót tay, nhưng Jin đã cố gắng chiến đấu, giải thoát cho Lãnh chúa Shimura và chiếm lại lâu đài Kaneda.
Mặc dù thắng trận, Khotun vẫn rời đi để chinh phục lâu đài của Lãnh chúa Shimura với sự giúp đỡ từ người của Ryuzo. Theo thứ tự, Jin chiêu mộ Norio, các tăng binh của ông và gia tộc Yarikawa. Lãnh chúa Shimura cũng chiêu mộ tên cướp biển địa phương Goro để chuyển lậu một thông điệp yêu cầu quân tiếp viện cho Shogun, cũng như một thông báo rằng ông muốn nhận Jin làm người thừa kế. Với một đội quân mới dưới sự chỉ huy của Lãnh chúa Shimura và quân tiếp viện từ Shogun trên đường đến, Jin lấy lại bộ giáp của tổ tiên mình từ người chăm sóc của tộc Sakai là Yuriko, người đã dạy anh cách chế tạo độc dược. Jin lén lút đi vào ban đêm để đối đầu với Ryuzo nhưng bị Khotun bắt được cùng với Taka, hắn yêu cầu anh đầu hàng. Khi Jin từ chối, Khotun giết Taka như một hình phạt. Jin có thể trốn thoát với sự giúp đỡ của Yuna ngay khi quân tiếp viện samurai của Shogun đến. Lãnh chúa Shimura sau đó dẫn đầu một cuộc đại tấn công tới lâu đài Shimura, và có thể đẩy quân Mông Cổ vào bên trong pháo đài. Tuy nhiên, Khotun sử dụng các chiến thuật độc đáo gây thương vong lớn cho các samurai. Nhận ra rằng sẽ có nhiều sinh mạng bị mất trong một cuộc tấn công trực diện khác, Jin bất tuân người chú của mình và quyết định đầu độc quân Mông Cổ.
Jin xâm nhập vào lâu đài và lén bỏ thuốc độc vào thức ăn của quân Mông Cổ. Sau đó anh đối đầu với Ryuzo một lần nữa và giết hắn trong một trận chiến duy nhất sau khi Ryuzo từ chối đầu hàng. Mặc dù lâu đài bị chiếm mà không đổ máu, Khotun một lần nữa đã trốn đi để đẩy chiến dịch xa hơn về phía bắc, trong khi Lãnh chúa Shimura tức giận với hành vi của Jin. Biết Shogun sẽ muốn ai đó bị xử tử như một hình phạt, Lãnh chúa Shimura yêu cầu Jin đổ tội cho Yuna, biến cô thành vật tế thần, nhưng Jin từ chối, hoàn toàn chịu trách nhiệm bản thân là "Bóng ma". Anh bị bắt vì những tội lỗi đã gây ra, nhưng trốn thoát khi Yuna biết được nơi ở của Khotun. Khi Jin theo dõi Khotun, anh kinh hoàng phát hiện ra  Khotun đã học được cách tái tạo chất độc mà anh từng sử dụng và hiện đang dùng nó để đầu độc cư dân trên đảo. Jin tập hợp các đồng minh lại và tấn công thành trì cuối cùng của Khotun ở Cảng Izumi. Anh xâm nhập vào cảng và giết chết Khotun trên tàu.
Với việc Khotun đã chết, cuộc xâm lược của quân Mông Cổ trở nên mất phương hướng và tình thế trở nên có lợi cho các samurai. Jin được Lãnh chúa Shimura triệu tập và thông báo vì Shogun coi "Bóng ma" là mối đe dọa đối với sự ổn định của Tsushima, ông giải tán gia tộc Sakai và ra lệnh xử tử Jin. Hồi tưởng về những gì cả hai đã mất, Jin và Lãnh chúa Shimura miễn cưỡng chiến đấu với nhau, với Jin là người chiến thắng. Jin có lựa chọn là tha mạng cho Lãnh chúa Shimura hoặc giết ông để cho ông có một cái chết như một chiến binh. Bất kể quyết định như thế nào, Jin sẽ trở thành địch thủ của Shogun.

### Iki Island
Một khoảng thời gian trôi qua sau cuộc đấu tay đôi với Shimura, Jin tình cờ gặp một nhóm dân làng bị một loại độc dược được mô tả là "thuốc thiêng" khiến cho phát điên. Thứ thuốc này do một nhóm do thám người Mông Cổ đến từ đảo Iki lân cận bào chế, chúng là các thành viên của bộ tộc Đại bàng Mông Cổ, mà Jin chưa từng chạm trán trước đây, nhóm này do Ankhsar "Đại bàng" Khatun cầm đầu. Sau khi đánh bại họ, Jin biết được The Eagle đang tham gia vào một trận chinh phạt Đảo Iki, đây là nơi người cha quá cố của Jin là Kazumasa đã từng chỉ huy một chiến dịch nhằm bình định những kẻ xâm lược, nhưng không thành công. Các samurai rút khỏi hòn đảo sau khi Kazumasa bị những kẻ cướp phục kích và giết chết. Jin đã ở đó trong suốt chiến dịch khi còn là một cậu bé; anh chứng kiến cái chết của cha mình và tự trách bản thân vì đã không cứu được ông. Nhận thức được mối đe dọa mới này đối với Tsushima, Jin dong thuyền đến Iki để ngăn chặn The Eagle và đối mặt với quá khứ của chính anh ta.
Một cơn giông phá hủy con thuyền của Jin, nhưng anh vẫn có thể sống sót và đến được Iki. Phát hiện ra căn cứ của Eagle chính là thành trì cũ của cha mình, Pháo đài Sakai, Jin xông vào pháo đài nhưng bị chỉ huy thứ hai của Eagle là Khunbish đánh bại và bắt giam. Hắn ta và The Eagle buộc Jin phải sử dụng "thuốc thiêng". nhằm biến anh thành một trong những pháp sư của bộ tộc. Chất độc khiến Jin thường xuyên bị ảo giác về The Eagle, về người cha đã khuất của anh, và nhiều thất bại khác của anh trong quá khứ. Rất may một tên cướp tên là Tenzo giúp đỡ và đưa Jin đến gặp thủ lĩnh của phe đột kích là Fune. Jin bàn kế hoạch với những kẻ đột kích hòng làm suy yếu quyền lực của The Eagle trên đảo. Cuối cùng chiếm lại được Pháo đài Sakai và giết chết Khunbish. Sau khi chống trả sự trả đũa của lực lượng The Eagle, Jin nghe thấy Tenzo nói "Cầu cho cái chết của anh mang lại lợi ích cho chúng sinh" với một người Mông Cổ đang hấp hối - câu nói tương tự với một kẻ đột kích đeo mặt nạ từng nói với Kazumasa trước khi giết ông. Nhận ra Tenzo là kẻ đã giết cha mình, Jin gần như hạ sát Tenzo trước khi kiểm soát được cơn tức giận của mình. Sau đó, anh đề xuất tái phục kích bi kịch từng giết chết cha anh, để dụ và giết The Eagle. Mặc dù mắc chứng ảo giác gần như liên tục, Jin đã vượt qua tác dụng của “thuốc thiêng” bằng cách thừa nhận lỗi lầm của cha mình và cuối cùng chấp nhận cái chết của Kazumasa. Jin giết The Eagle trong một trận đấu tay đôi, lật ngược tình thế theo hướng có lợi cho những kẻ cướp. Jin và Tenzo đã tha thứ cho nhau trước khi chia tay.

## Phát triển
Ghost of Tsushima do Sucker Punch Productions phát triển. Sau khi hoàn thành Infamous First Light, nhóm muốn phát triển một dự án trò chơi thế giới mở khác vì họ tin rằng những lựa chọn của người chơi rất quan trọng đối với lối chơi. Do đó, trò chơi sẽ không có các điểm dừng và người chơi sẽ hoàn toàn có quyền tự do khám phá thế giới trong trò chơi. Theo đạo diễn Nate Fox, nhóm đã chắt lọc vô số nội dung trong game để cô đọng lại ý tưởng "ảo mộng trở thành một samurai". Trước khi quyết định chọn bối cảnh, Sucker Punch đã cân nhắc nhiều bối cảnh và chủ đề khác như cướp biển, kẻ ngoài vòng pháp luật người Scotland Rob Roy MacGregor và Ba người lính ngự lâm, nhưng họ lại quyết định quay về với Nhật Bản thời phong kiến và kể câu chuyện về một chiến binh samurai. Sau đó, họ đã tìm thấy một tài liệu lịch sử về cuộc xâm lược Tsushima của người Mông Cổ vào năm 1274 và "toàn bộ tầm nhìn đã được đặt đúng chỗ." 

Đạo diễn Nate Fox nói:
“Đây là một trò chơi hoàn toàn dựa trên cơ sở thực tế. Chúng tôi cố gắng để cho người chơi được [trải nghiệm cảm giác] trở về năm 1274 ở Nhật Bản. Chúng tôi lấy cảm hứng từ lịch sử, nhưng không phục dựng lại nó một cách hoàn toàn. Chúng tôi không cố gắng tái hiện lại hòn đảo Tsushima. Nhân vật chính là một sản phẩm của trí tưởng tượng. Chúng tôi thực sự đã nghĩ đến việc sử dụng một số nhân vật lịch sử, và đã hỏi một số người hiểu biết về nó hơn chúng tôi, họ nói rằng việc đó là thiếu tế nhị, vì vậy chúng tôi đã không làm điều đó."

Loạt trò chơi Infamous của Sucker Punch là nguồn cảm hứng cho các kỹ thuật vượt núi của Jin. Trò chơi lấy cảm hứng từ nền điện ảnh Nhật Bản với các samurai, đặc biệt là các bộ phim của Kurosawa Akira như Seven Samurai (1954) và Sanjuro (1962). Nhóm đã tham khảo ý kiến của chuyên gia kiếm thuật David Ishimaru để giúp tạo ra nền tảng dựa trên phương diện lịch sử cho trò chơi. Vào tháng 12 năm 2015, giám đốc điều hành Sony Scott Rohde tiết lộ rằng dự án mới của Sucker Punch đang được phát triển sớm và ông nói thêm rằng trò chơi chơi rất thú vị. Vào ngày 23 tháng 6 năm 2020, có thông báo rằng trò chơi đã thành vàng.
Một trong những người bản địa hóa game từ tiếng Nhật, Ishidate Daisuke (石 立 大 介) đã đề xuất với các nhà phát triển rằng nhiệm vụ phụ "haiku" nên thay thế bằng một nhiệm vụ phụ waka ít lạc hậu hơn, nhưng điều này đã bị từ chối dựa trên khả năng nhận biết tương đối của văn hóa haiku bên ngoài Nhật Bản. Tuy nhiên, vì game lấy bối cảnh thời Kamakura, nếu cho quá nhiều "haiku" sẽ làm ảnh hưởng đến trải nghiệm đối với người chơi Nhật Bản, nên phiên bản Nhật Bản đã hoán đổi thành waka. Trong một cuộc phỏng vấn với Dengeki Online, Ishidate nói các nhà phát triển đã nói với anh mặc dù haiku không được biết đến rộng rãi bên ngoài Nhật Bản ngoại trừ một số giới nhất định, waka thậm chí còn ít phổ biến hơn, nhưng Jason Connell, nghệ sĩ và giám đốc sáng tạo của trò chơi, nói với Dengeki Online rằng haiku phổ biết bên ngoài Nhật Bản trong khi waka thì không.

### Âm thanh
Để đảm bảo rằng tựa game sẽ thể hiện chính xác Nhật Bản thời phong kiến, Sucker Punch đã tham khảo ý kiến của các chuyên gia văn hóa và cử một nhóm âm thanh đến Nhật Bản để ghi lại các thanh âm khác nhau, bao gồm cả tiếng chim hót. Người chơi có thể chuyển sang đối thoại tiếng Nhật với phụ đề tiếng Anh. Ilan Eshkeri và Umebayashi Shigeru đã sáng tác nên các bản nhạc trong game. Các đơn đặt hàng trước sẽ bao gồm một bản soundtrack mini kỹ thuật số với các bài hát được lựa chọn.

## Phát hành
Chiến dịch tiếp thị bắt đầu vào tháng 10 năm 2017 khi một đoạn giới thiệu được trình chiếu tại cuộc họp báo Tuần lễ trò chơi điện tử Paris của Sony Interactive Entertainment. Sony đã chọn không công bố tựa trò chơi quá sớm vì nhiều phần trong trò chơi là dự kiến và có thể thay đổi. Một bản giới thiệu lối chơi được trình chiếu tại E3 2018 và một màn trình diễn shakuhachi trực tiếp được thực hiện bởi Cornelius Boots. Một đoạn giới thiệu được giới thiệu trong phần trình bày State of Play vào ngày 10 tháng 12 năm 2019 và được trình chiếu tại The Game Awards 2019 với màn biểu diễn nhạc giao hưởng được phát trực tiếp vào ngày 12 tháng 12. Một đoạn giới thiệu cốt truyện được phát hành vào ngày 5 tháng 3 năm 2020.
Trò chơi phát hành trên PlayStation 4 vào ngày 17 tháng 7 năm 2020, bị trì hoãn so với ngày phát hành ban đầu là ngày 26 tháng 6 do đại dịch COVID-19. Sucker Punch công bố bốn phiên bản: tiêu chuẩn, kỹ thuật số, đặc biệt và phiên bản sưu tập. Các phiên bản khác nhau đi kèm với các vật phẩm khác nhau, thiết bị và mở khóa các khả năng trong trò chơi, ngoài ra còn có phần thưởng cho các đơn đặt hàng trước.

### Bản phát hành sau
Bản mở rộng nhiều người chơi, Ghost of Tsushima: Legends, được công bố vào tháng 8 năm 2020 và dự kiến phát hành vào cuối năm 2020. Không giống như trò chơi chính, Legends có các yếu tố siêu nhiên nổi bật được rút ra từ thần thoại và văn hóa dân gian Nhật Bản. Người chơi đảm nhận một trong bốn class có sẵn và thực hiện hai nhiệm vụ theo câu chuyện của người chơi hoặc bốn nhiệm vụ, mặc dù tất cả các nhiệm vụ cũng có thể được chơi solo. Ngoài ra còn có một chế độ đột kích bốn người chơi, diễn ra trong ba chương. Game phát hành vào ngày 30 tháng 10 năm 2020, hai tuần sau khi ra mắt Ghost of Tsushima: Legends. Bản mở rộng nhiều người chơi cùng với các bản cập nhật khác đã phát hành miễn phí cho chủ sở hữu phần game cơ bản.
Tháng 7 năm 2021, Sucker Punch công bố bản Director's Cut cho PlayStation 4 và PlayStation 5. Phiên bản mới bao gồm một bản mở rộng, với Jin sẽ đến Iki Island, bản PlayStation 5 này cũng có thêm các tính năng độc quyền như đồng bộ hóa hoàn toàn bằng tiếng Nhật, phản hồi xúc giác và hỗ trợ kích hoạt thích ứng, hỗ trợ âm thanh 3D, độ phân giải động 4K và cải thiện thời gian tải. Director's Cut phát hành ngày 20 tháng 8 năm 2021.
Vào ngày 16 tháng 5 năm 2024, trò chơi chính thức được phát hành trên nền tảng Windows.

## Đón nhận
Trò chơi được đánh giá là "yêu thích chung" theo trang tổng hợp kết quả đánh giá Metacritic.
Tính thẩm mỹ và hình ảnh nhận được nhiều lời khen ngợi. Michael Saltzman của IGN mô tả trò chơi là "một trải nghiệm cực kỳ tuyệt vời qua một trong những cảnh quan đẹp nhất lịch sử" đồng thời chỉ trích lập trình AI của kẻ địch. Chris Tapsell của Eurogamer mặc dù không khen ngợi trò chơi nhưng vẫn nói rằng "thế giới trong trò chơi nhìn tổng thể là tuyệt đẹp - đẹp một cách tuyệt đối, không thể phủ nhận, không thể chê vào đâu được"
Các chỉ trích trái chiều nhằm vào những hoạt động trong thế giới mở. Carolyn Petit của Polygon nói rằng trò chơi "cung cấp một thế giới đẹp đẽ để khám phá và thật có giá trị, nhưng trò chơi cần nhiều hơn là một danh sách kiểm tra các nhiệm vụ cần phải hoàn thành." Ian Walker của Kotaku nói: “Tôi thấy mình thở dài một cách rõ ràng mỗi khi trèo lên đỉnh đồi, hướng tới một mục tiêu bí ẩn, chỉ để [cuối cùng] tìm thấy một con cáo khác hoặc một bài thơ haiku khác để sáng tác. Những trò tiêu khiển này, thoạt nhìn thì có vẻ độc đáo, nhưng chỉ tổ lãng phí thời gian."
Liên quan đến chiến đấu, Rachel Weber của GamesRadar + nói rằng chiến đấu "diễn ra liên tục và có vẻ ổn." Chris Carter của Destructoid nói rằng "nhịp điệu chiến đấu cũng là một điều đáng chú ý" và "giống như các sắc thái trong một thế giới mở đua nhau nở rộ theo thời gian."
Bốn biên tập viên từ tạp chí trò chơi điện tử Nhật Bản Famitsu đã chấm cho trò chơi một số điểm tuyệt đối hiếm có 40/40. Đây là trò chơi phương Tây thứ ba nhận được số điểm tuyệt đối như vậy, cùng với The Elder Scrolls V: Skyrim (2011) của Bethesda Softworks và Grand Theft Auto V (2013) của Rockstar Games.
Đối với Kazuma Hashimoto của Polygon, trò chơi là một "sự tôn kính có chủ đích" đối với các bộ phim của Kurosawa, nhưng cuối cùng nó lại vô tình củng cố những cách diễn giải lại theo chủ nghĩa dân tộc cực hữu về tầng lớp samurai như một "nhóm người có danh dự và cao quý, quan tâm sâu sắc đối với giai cấp nông dân" gây bất lợi cho một quan điểm nhiều sắc thái hơn. Hashimoto kết luận rằng, "thay vì xem xét vai trò của các samurai, Ghost of Tsushima lại coi sự tồn tại của họ như những người bảo vệ thực sự của Nhật Bản thời phong kiến."

### Doanh số bán hàng
Ghost of Tsushima là trò chơi vật lý bán chạy nhất trong tuần đầu tiên phát hành tại Vương quốc Anh. Trò chơi đứng đầu bảng xếp hạng tải xuống ở cả Châu Âu và Mỹ. Tại Nhật Bản, đây cũng là trò chơi bán chạy nhất trong tuần đầu ra mắt, với 212,915 bản được bán ra. Game lọt top 30 trò chơi điện tử bán chạy nhất tại Nhật Bản trong hơn 15 tuần liên tiếp, tổng cộng hơn 412.000 bản đã được bán ra.
Trên toàn thế giới, game bán hơn 2,4 triệu bản vị trong 3 ngày đầu tiên bán ra, trở thành tựa game IP gốc của bên thứ nhất bán chạy nhất trên hệ máy PlayStation 4. Theo báo cáo vào tháng 11 năm 2020, game bán ra hơn 5 triệu bản. Tính đến tháng 3 năm 2021, game bán ra hơn 6,5 triệu bản.

### Giải thưởng
Trò chơi đã nhận được Giải thưởng Đặc biệt cho Đồ họa và Âm thanh tại Game Critics Awards vào tháng 7 năm 2018. Năm 2018, được đề cử cho Trò chơi được mong muốn nhất tại Golden Joystick Awards. Tại Golden Joystick Awards lần thứ 38 vào năm 2020, trò chơi được đề cử cho Âm thanh hay nhất, Kể chuyện hay nhất, Thiết kế hình ảnh đẹp nhất và Game PlayStation của năm, trong khi Sucker Punch được đề cử cho Studio của năm. 
Trò chơi dẫn đầu các đề cử cho The Game Awards 2020, bao gồm Trò chơi của năm, Chỉ đạo trò chơi hay nhất, Tường thuật hay nhất và Diễn viên xuất sắc nhất cho Tsuji Daisuke. 
| Năm  | Giải thưởng                        | Hạng mục                                              | Kết quả      | Tham khảo     |
| ---- | ---------------------------------- | ----------------------------------------------------- | ------------ | ------------- |
| 2018 | Golden Joystick Awards             | Most Wanted Game                                      | Đề cử        | [ 60 ]        |
| 2018 | Game Critics Awards                | Special Commendation for Graphics                     | Won          | [ 59 ]        |
| 2018 | Game Critics Awards                | Special Commendation for Sound                        | Đoạt giải    | [ 59 ]        |
| 2020 | Golden Joystick Awards             | PlayStation Game of the Year                          | Đề cử        | [ 62 ]        |
| 2020 | Golden Joystick Awards             | Best Audio                                            | Đề cử        | [ 62 ]        |
| 2020 | Golden Joystick Awards             | Best Storytelling                                     | Đề cử        | [ 62 ]        |
| 2020 | Golden Joystick Awards             | Best Visual Design                                    | Đề cử        | [ 62 ]        |
| 2020 | Golden Joystick Awards             | Studio of the Year                                    | Đề cử        | [ 62 ]        |
| 2020 | The Game Awards 2020               | Game of the Year                                      | Đề cử        | [ 63 ]        |
| 2020 | The Game Awards 2020               | Best Game Direction                                   | Đề cử        | [ 63 ]        |
| 2020 | The Game Awards 2020               | Best Art Direction                                    | Đoạt giải    | [ 63 ]        |
| 2020 | The Game Awards 2020               | Best Narrative                                        | Đề cử        | [ 63 ]        |
| 2020 | The Game Awards 2020               | Best Performance                                      | Đề cử        | [ 63 ]        |
| 2020 | The Game Awards 2020               | Best Audio Design                                     | Đề cử        | [ 63 ]        |
| 2020 | The Game Awards 2020               | Best Action/Adventure Game                            | Đề cử        | [ 63 ]        |
| 2020 | The Game Awards 2020               | Player's Voice                                        | Đoạt giải    | [ 63 ]        |
| 2020 | Titanium Awards                    | Best Narrative Design                                 | Đề cử        | [ 64 ]        |
| 2020 | Titanium Awards                    | Best Art Design                                       | Đề cử        | [ 64 ]        |
| 2021 | 24th Annual D.I.C.E. Awards        | Game of the Year                                      | Đề cử        | [ 65 ] [ 66 ] |
| 2021 | 24th Annual D.I.C.E. Awards        | Adventure Game of the Year                            | Đoạt giải    | [ 65 ] [ 66 ] |
| 2021 | 24th Annual D.I.C.E. Awards        | Outstanding Achievement in Original Music Composition | Đoạt giải    | [ 65 ] [ 66 ] |
| 2021 | 24th Annual D.I.C.E. Awards        | Outstanding Achievement in Art Direction              | Đoạt giải    | [ 65 ] [ 66 ] |
| 2021 | 24th Annual D.I.C.E. Awards        | Outstanding Achievement in Audio Design               | Đoạt giải    | [ 65 ] [ 66 ] |
| 2021 | 24th Annual D.I.C.E. Awards        | Outstanding Achievement in Story                      | Đề cử        | [ 65 ] [ 66 ] |
| 2021 | 24th Annual D.I.C.E. Awards        | Outstanding Technical Achievement                     | Đề cử        | [ 65 ] [ 66 ] |
| 2021 | 24th Annual D.I.C.E. Awards        | Outstanding Achievement in Game Design                | Đề cử        | [ 65 ] [ 66 ] |
| 2021 | 24th Annual D.I.C.E. Awards        | Outstanding Achievement in Game Direction             | Đề cử        | [ 65 ] [ 66 ] |
| 2021 | Visual Effects Society Awards      | Outstanding Virtual Cinematography in a CG Project    | Đề cử        | [ 67 ] [ 68 ] |
| 2021 | Visual Effects Society Awards      | Outstanding Visual Effects in a Real-Time Project     | Đoạt giải    | [ 67 ] [ 68 ] |
| 2021 | 17th British Academy Games Awards  | Artistic Achievement                                  | Đề cử        | [ 69 ] [ 70 ] |
| 2021 | 17th British Academy Games Awards  | Audio Achievement                                     | Đoạt giải    | [ 69 ] [ 70 ] |
| 2021 | 17th British Academy Games Awards  | Best Game                                             | Đề cử        | [ 69 ] [ 70 ] |
| 2021 | 17th British Academy Games Awards  | Game Design                                           | Đề cử        | [ 69 ] [ 70 ] |
| 2021 | 17th British Academy Games Awards  | Multiplayer                                           | Đề cử        | [ 69 ] [ 70 ] |
| 2021 | 17th British Academy Games Awards  | Music                                                 | Đề cử        | [ 69 ] [ 70 ] |
| 2021 | 17th British Academy Games Awards  | Narrative                                             | Đề cử        | [ 69 ] [ 70 ] |
| 2021 | 17th British Academy Games Awards  | Original Property                                     | Đề cử        | [ 69 ] [ 70 ] |
| 2021 | 17th British Academy Games Awards  | Performer in a Leading Role                           | Đề cử        | [ 69 ] [ 70 ] |
| 2021 | 17th British Academy Games Awards  | Performer in a Supporting Role                        | Đề cử        | [ 69 ] [ 70 ] |
| 2021 | 17th British Academy Games Awards  | EE Game of the Year                                   | Đề cử        | [ 69 ] [ 70 ] |
| 2021 | 21st Game Developers Choice Awards | Game of the Year                                      | Chưa công bố | [ 71 ]        |
| 2021 | 21st Game Developers Choice Awards | Best Audio                                            | Chưa công bố | [ 71 ]        |
| 2021 | 21st Game Developers Choice Awards | Best Design                                           | Chưa công bố | [ 71 ]        |
| 2021 | 21st Game Developers Choice Awards | Best Narrative                                        | Chưa công bố | [ 71 ]        |
| 2021 | 21st Game Developers Choice Awards | Best Technology                                       | Chưa công bố | [ 71 ]        |
| 2021 | 21st Game Developers Choice Awards | Best Visual Art                                       | Chưa công bố | [ 71 ]        |

## Chuyển thể thành phim
Vào ngày 25 tháng 3 năm 2021, Sony Pictures và PlayStation Productions thông báo về việc phát triển một bộ phim chuyển thể từ trò chơi, với sự chỉ đạo của Chad Stahelski. Bộ phim do Stahelski, Alex Young và Jason Spitz của 87Eleven Entertainment và Asad Qizilbash và Carter Swan của PlayStation Productions sản xuất; Sucker Punch sẽ đóng vai trò là nhà sản xuất điều hành, với Peter Kang thay mặt hãng phim giám sát quá trình sản xuất.